# Francesco Collio
Francesco Collio ou Colli, Francescus Collius en latin, connu aussi en France sous le nom de François Collius, est un érudit et théologien italien, né près du lac de Lugano vers 1580, et mort à Milan en 1640.

## Biographie
Il a appartenu à la Congrégation des oblats de Saint-Charles et a été le grand-pénitencier du diocèse de Milan en 1631.
Le cardinal Federico Borromeo avait fondé à Milan en 1607 le collège Ambrosiano et la bibliothèque Ambrosienne, en 1609. Pour la rendre utile à tous, il a confié à différentes personnes savantes des thèmes de recherches. Francesco Colli, sélectionné pour la théologie, a étudié au collège Ambrosiano dont il a été reçu docteur en 1609, parmi les neuf premiers qui comprenaient aussi, Antonio Olgiati (vers 1570-1647), de Lugano, qui a été le premier préfet de l'Ambrosienne, Antonio Salmazia, Giuseppe Ripamonti, Antonio Giggei, Benedetto Sossago, Francesco Bernardino Ferrari, Antonio Rusca et Giuseppe Visconti.

## Publications
- Conclusiones in sacra theologia numero MCLXV una cum variorum doctorum opinionibus, Milan, 1609,
- De sanguine Christi libri quinque in quibus de illius natura, effusionibus ac miraculis copiose disseritur, Cologne, 1612, et Milan 1617 (lire en ligne),
- De animabus paganorum libri quinque, Milan, 1622 (lire en ligne).